# Vipava
Vipava (en allemand : Wippach ; en italien : Vipacco) est une ville et commune dans l'ouest de la Slovénie. La population s'élevait à 1 500 habitants en 2002 et, étant le centre d'une municipalité, sa population s'élève à 5 359 habitants pour cette dernière. 
La ville historique est construite près de nombreuses sources de la rivière de Vipava, au-dessus de la pittoresque vallée de Vipava (Vipavska dolina). Historiquement, elle faisait partie de la région traditionnelle de Carniole-Intérieure mais, elle est de plus en plus considérée comme étant une partie du Littoral slovène. La région est bien connue pour ses cerises et ses vins.
La ville de Vipava est jumelée avec la commune de Lumbin(38660), en Isère. 

## Géographie

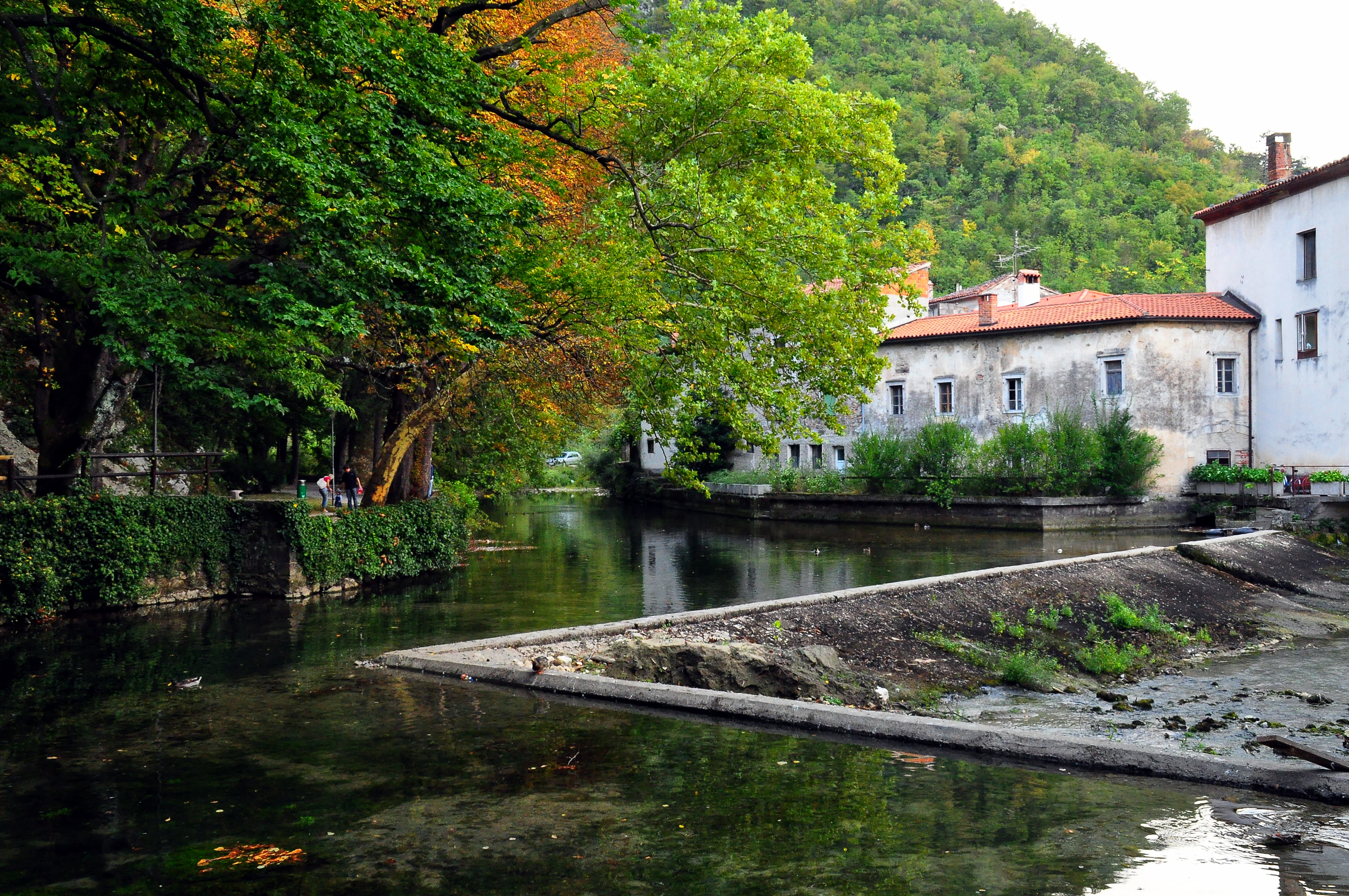
Les sources de la Vipava.

La ville se trouve à la frontière ouest de la Carniole au Littoral (Goriška), au pied nord du massif de Nanos et du plateau du Karst. C'est là que se trouvent les sources de la Vipava, un affluent droit de la Soča (Isonzo).
La commune est reliée directement à la voie rapide H4.

## Histoire
La région entourant la ville fut probablement conquise par les Illyriens et les Celtes dans l'époque pré-romaine. L'étymologie du nom Vipava vient de la racine celtique vip (rivière). En 394, la bataille de la Rivière Froide s'est déroulée aux alentours de la ville. Vers la fin du VIe siècle, les tribus slaves, ancêtres du peuple slovène occupèrent la région. Vers la fin du VIIIe siècle, la vallée de Vipava appartenait au duché du Frioul ; elle est incorporée à l'Empire carolingien et la christianisation de la population slovène commença.

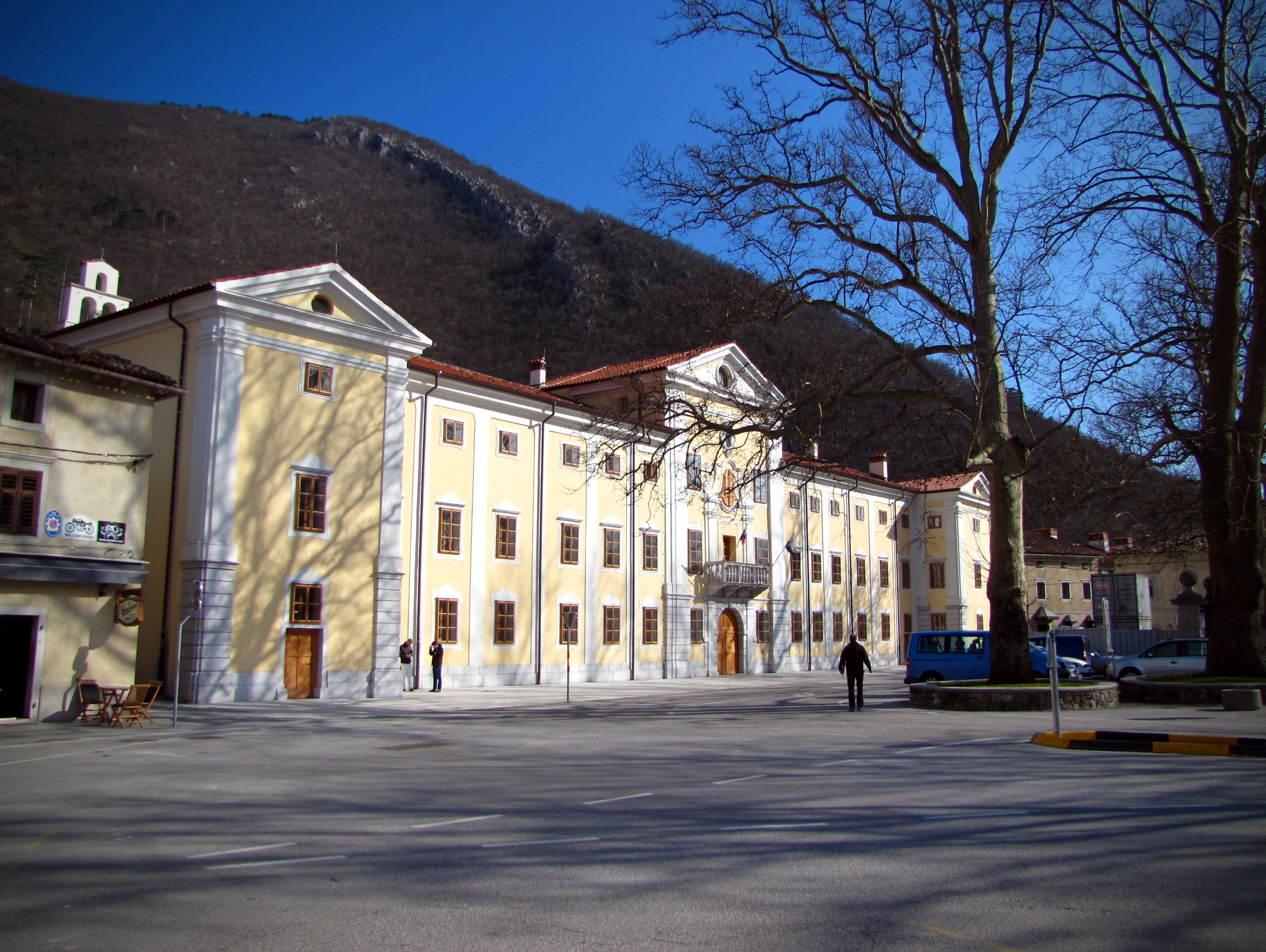
Château de Lanthieri dans le centre de la ville.

Au Moyen-Âge tardif, entre 1340 et 1355, la vallée fut sous la domination des comtes de Goritz, puis des patriarches d'Aquilée. Le lieu marchand de Vipava fut mentionné pour la première fois en 1367. Après une brève domination de la république de Venise, il est de nouveau incorporé aux domaines de Maximilien Ier d'Autriche en 1501, et en 1535, elle est incorporée au duché de Carniole au sein de la monarchie de Habsbourg. Au milieu du XVIe siècle, Vipava devient un important pôle de la Réforme protestante. La ville resta incorporée au district d'Adelsberg dans la Carniole jusqu'en 1918, où elle est occupée par les troupes italiennes et annexée à la Vénétie julienne du royaume d'Italie.
Entre 1922 et 1943, elle est sujette à une violente politique d'italianisation fasciste. Beaucoup de locaux rejoignent alors le groupe d'opposition au fascisme, le Trieste, Istrie, Gorizia et Rijeka (TIGR). Durant la Seconde Guerre mondiale, la ville entière devint un important pôle de la résistance yougoslave. En 1945, la ville est libérée par les partisans yougoslaves et en 1947, la ville rejoint la république fédérative socialiste de Yougoslavie jusqu'en 1991, année de l'indépendance de la Slovénie.

## Démographie
Entre 1999 et 2021, la population de la commune de Vipava a légèrement augmenté jusqu'à dépasser les 5 500 habitants,.
Évolution démographique
| 1999  | 2000  | 2001  | 2002  | 2003  | 2004  | 2005  | 2006  | 2007  |
| ----- | ----- | ----- | ----- | ----- | ----- | ----- | ----- | ----- |
| 5 224 | 5 228 | 5 249 | 5 235 | 5 224 | 5 244 | 5 301 | 5 329 | 5 394 |
| 2008  | 2009  | 2010  | 2011  | 2012  | 2013  | 2014  | 2015  | 2016  |
| 5 468 | 5 359 | 5 304 | 5 389 | 5 600 | 5 553 | 5 592 | 5 608 | 5 605 |
| 2017  | 2018  | 2019  | 2020  | 2021  |       |       |       |       |
| 5 615 | 5 580 | 5 600 | 5 703 | 5 767 |       |       |       |       |

## Économie
Vipava est un important centre agricole de l'ouest de la Slovénie. Elle est connue pour sa production de vin. Le tourisme est également un moteur important, avec des entreprises de petite taille et de taille moyenne. Beaucoup d'habitants de Vipava travaillent dans la ville voisine d'Ajdovščina.

## Culture

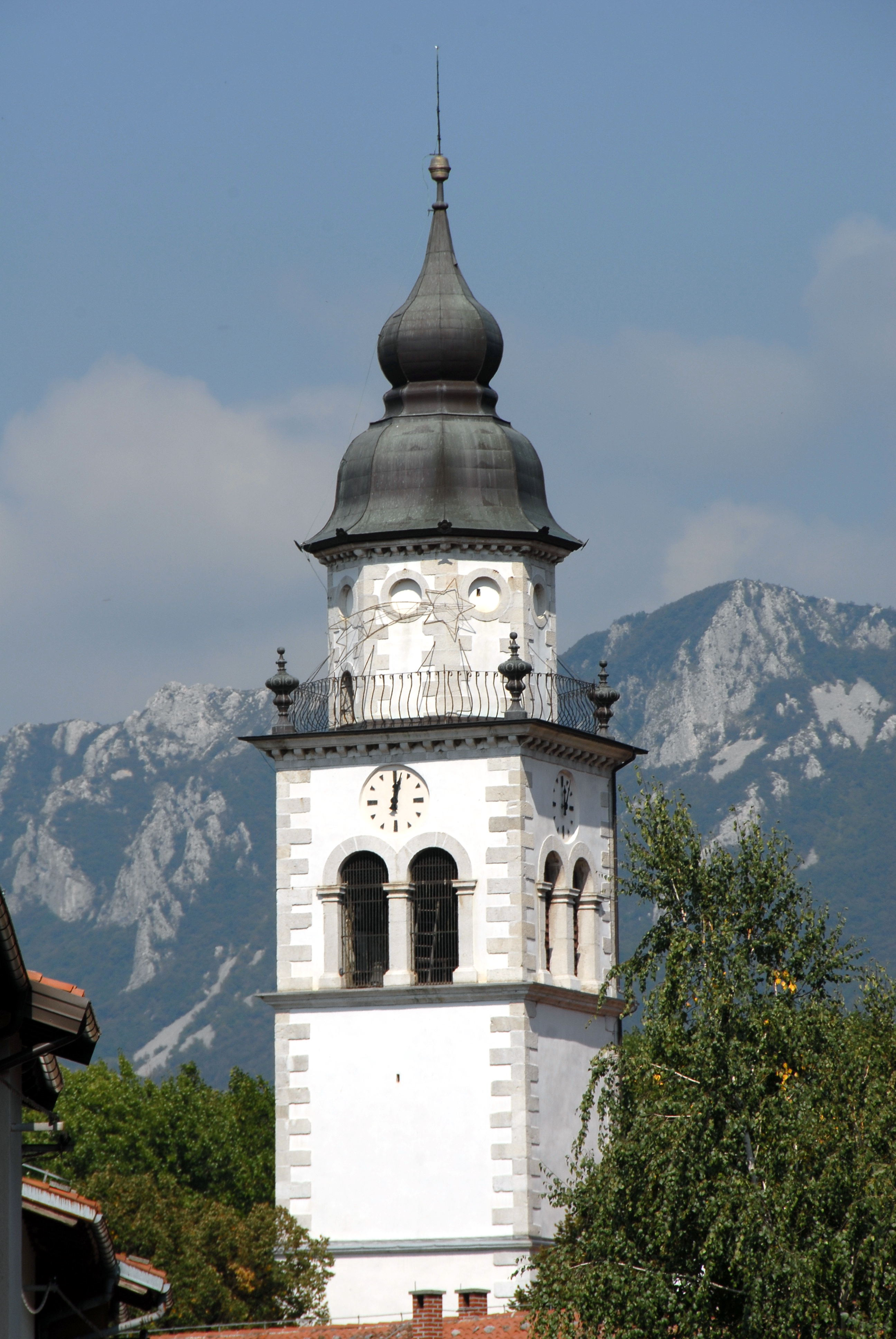
l'église paroissiale Saint-Stéphane.

La grande majorité de la population de Vipava, près de 93 %, sont slovènes. Les autres sont des descendants d'immigrés des autres régions de l'ex-Yougoslavie. Environ 95 % de la population ont pour langue maternelle le slovène ; les 5 % restants ont des variantes du serbo-croate comme langue maternelle. Les habitants autochtones parlent un dialecte de la Carniole-Intérieure.
Près de 77 % de la population se déclarent catholiques, et un peu moins d'1 % se déclarent sunnites tandis que les autres se disent sans religion.

## Bâtiments et lieux publics remarquables
Le château de Lanthieri se situe au cœur de la cité aux abords du jardin public et de la source de la rivière Vipava. Cette dernière est traversée par le pont Tabor.
L'ancienne école se situe, plus au nord, non loin de la place de l'ancien marché.
L'église Saint-Stéphane est elle plus à l'écart.
Un ancien château en ruine surplombe également la ville.
Le cimetière abrite d'anciens sarcophages égyptiens en granit rouge d’Assouan dus à Anton Lavrin.

## Personnalités liées à Vipava
- Drago Bajc (1904-1928), poète
- Andreas Baumkirchner (1420-1471), dirigeant d'une conspiration infructueuse contre Frédéric III du Saint-Empire
- Sigismund von Herberstein (1486-1566), diplomate et auteur
- Eva Irgl (1976), présentatrice de télévision et femme politique (Parti démocratique slovène)
- Štefan Kociančič (1813-1883), théologien et traducteur
- Sebastian Krelj (1538-1567), auteur et pasteur protestant slovène
- Anton Lavrin (1789-1869), diplomate et égyptologue autrichien
- Marko Natlačen (1886-1942), homme politique, gouverneur de la province yougoslave de Drava Banovina (1935-1941);
- Janko Premrl Vojko (1920-1943), activiste slovène anti-fasciste et chef d'opposition
- Stanko Premrl (1880-1965), compositeur, auteur de la musique de l'hymne national, Zdravljica.